# Giáo phận Đại Đồng
Giáo phận Đại Đồng (tiếng Trung: 天主教大同教区; tiếng Latinh: Dioecesis Tatomensis) là một giáo phận của Giáo hội Latinh trực thuộc Giáo hội Công giáo Rôma ở Trung Quốc, nằm trong Giáo tỉnh Thái Nguyên.
Nhà thờ chính tòa của giáo phận là Nhà thờ chính tòa Khiết Tâm Đức Bà Maria ở địa cấp thị Đại Đồng (Sơn Tây) tuy nhiên hiện tại giáo phận đang trống tòa.

## Lịch sử
- Ngày 14/3/1922, Hạt Phủ doãn Tông tòa Đại Đồng Phủ được thành lập trên diện tích tách ra từ Hạt Đại diện Tông tòa Bắc Sơn Tây.
- Nâng cấp ngày 17/6/1932 thành Hạt Đại diện Tông tòa Đại Đồng Phủ.
- Nâng cấp ngày 11/4/1946 thành Giáo phận Đại Đồng, bắt đầu trở thành một giáo phận trực thuộc.

## Lãnh đạo giáo phận
(toàn bộ đều theo Nghi lễ Rôma và đều là tu sĩ truyền giáo của Dòng Trái Tim Vô Nhiễm Mẹ Maria, C.I.C.M.)
Phủ doãn Tông tòa Đại Đồng Phủ
- Đức cha Joseph Hoogers, C.I.C.M. (March 3, 1923–1932), trước là Trưởng giáo tỉnh Giáo hội sui iuris I-li (8/6/1918 – 1922)

Đại diện Tông tòa Đại Đồng Phủ
- Franciscus Joosten, C.I.C.M. (21/6/1932 – 11/4/1946), Giám mục hiệu tòa Germanicopolis (ở Isauria) (14/6/1932 – 11/4/1946)

Giám mục Giáo phận Đại Đồng
- Franciscus Joosten, C.I.C.M. (11/4/1946 – 1947)
- Giám quản Tông tòa Alphonse Van Buggenhout, C.I.C.M. (31/3/1950 – 1951), sau trở thành Thư ký Hội đồng Giám mục Trung Quốc (1967 – 1970)
- Tađêô Quách Ấn Cung (1990 – 2000?)
- (trống tòa)